# 조지타운 대학교 법학센터
조지타운 대학교 법학센터(Georgetown University Law Center, GULC)는 미국 조지타운 대학교의 법학전문대학원(law school)이다. 1870년에 설립되었으며 학생 수가 2000명이 넘는 미국에서 가장 규모가 큰 로스쿨이다. 3년 풀타임 J.D.(법무박사), 4년 파트타임 J.D., 1년 세부분야 LL.M.(법학석사), 1년 일반 LL.M., J.S.D.(법률과학박사), 1년 M.S.L.(비법률가용 법학석사) 과정을 제공한다. 미국의 탑 로스쿨을 가르는 기준인 T14 (상위 14개 학교)에 속해 있으며 명실상부 세계 최고의 법대 중 하나라고 말할 수 있다. 특히 세법 분야에서는 명문 로스쿨 중 뉴욕대 로스쿨 다음으로 최상위로 인정받고, 국제법 분야에서도 미국내 3위로 인정받는다.
풀타임 J.D. 과정은 2023-2024년 입시기간 동안 약 600명 정원에 약 11,000명의 지원을 받았다. 2024년 가을에 입학한 풀타임 J.D. 신입생들의 LSAT 점수 중간값은 171이었고 학부 GPA 중간값은 3.92였다.

## 출신 인사

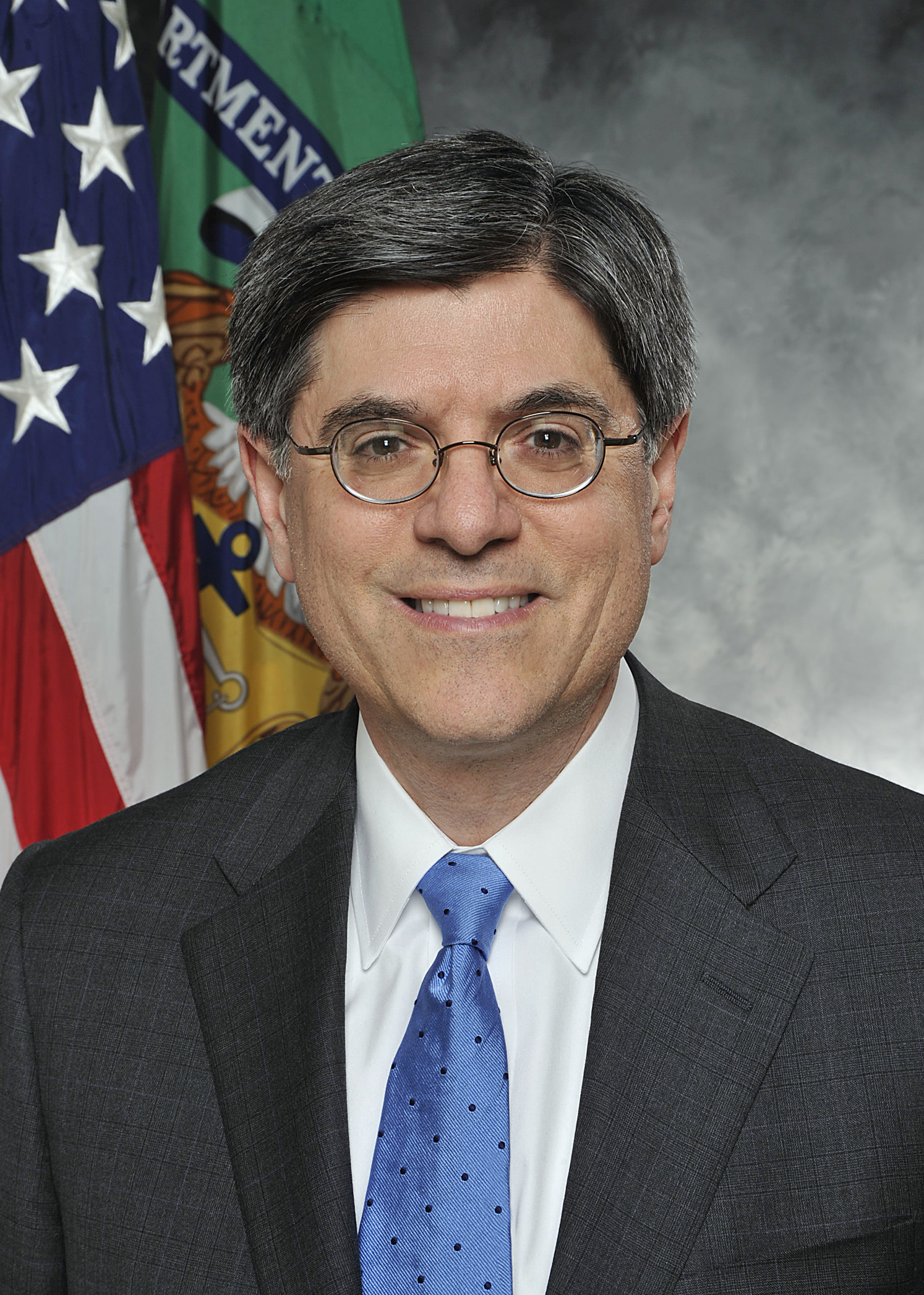
잭 루

- 린든 B. 존슨 (중퇴) 미국 대통령 1963-1969
- 도널드 럼즈펠드 (중퇴) 미국 국방부장관 2001-2006
- 잭 류 미국 재무장관 2013-
- 데이비드 제이콥슨 캐나다 미국대사 2009-2013
- 마크 모리얼 뉴올리언스 시장 1994-2002
- 조지 J. 미첼 미국 메인주 연방 상원의원 1980-1995
- 댄 설리번 미국 알래스카주 연방 상원의원 2015-
- 레인 에번스 미국 일리노이주 17 지역구 하원의원 1983-2007
- 에드워드 베넷 윌리엄즈 워싱턴 DC 최고의 송무(litigation) 로펌 윌리엄즈 & 코놀리(Williams & Connolly) 설립파트너(founding partner)
- 마크 와인버거 4대 회계사무소 언스트 엔 영 (Ernst & Young LLP) 회장/CEO 2013-
- 김경한 (LLM) 법무부 장관 2008-2009
- 노재헌 노태우 전 한국 대통령 아들
- 토마스 헤일 보그스 국제 로펌 스콰이어 패튼 보그스 (Squire Patton Boggs) 회장 (chairman)
- 티파니 트럼프 도날드 트럼프 현 미국 대통령 딸

## 주요 간행물
- 조지타운 로저널 (Georgetown Law Journal)

## 관련 문헌
- 미국 로스쿨 유학안내 , A.P.Seoul, 백산출판사, 2000.
- 미국 로스쿨 혼자서 가기(대화로 푸는 로스쿨 진학 안내서), 문봉섭, 서원, 2003.